# Marian Bublewicz

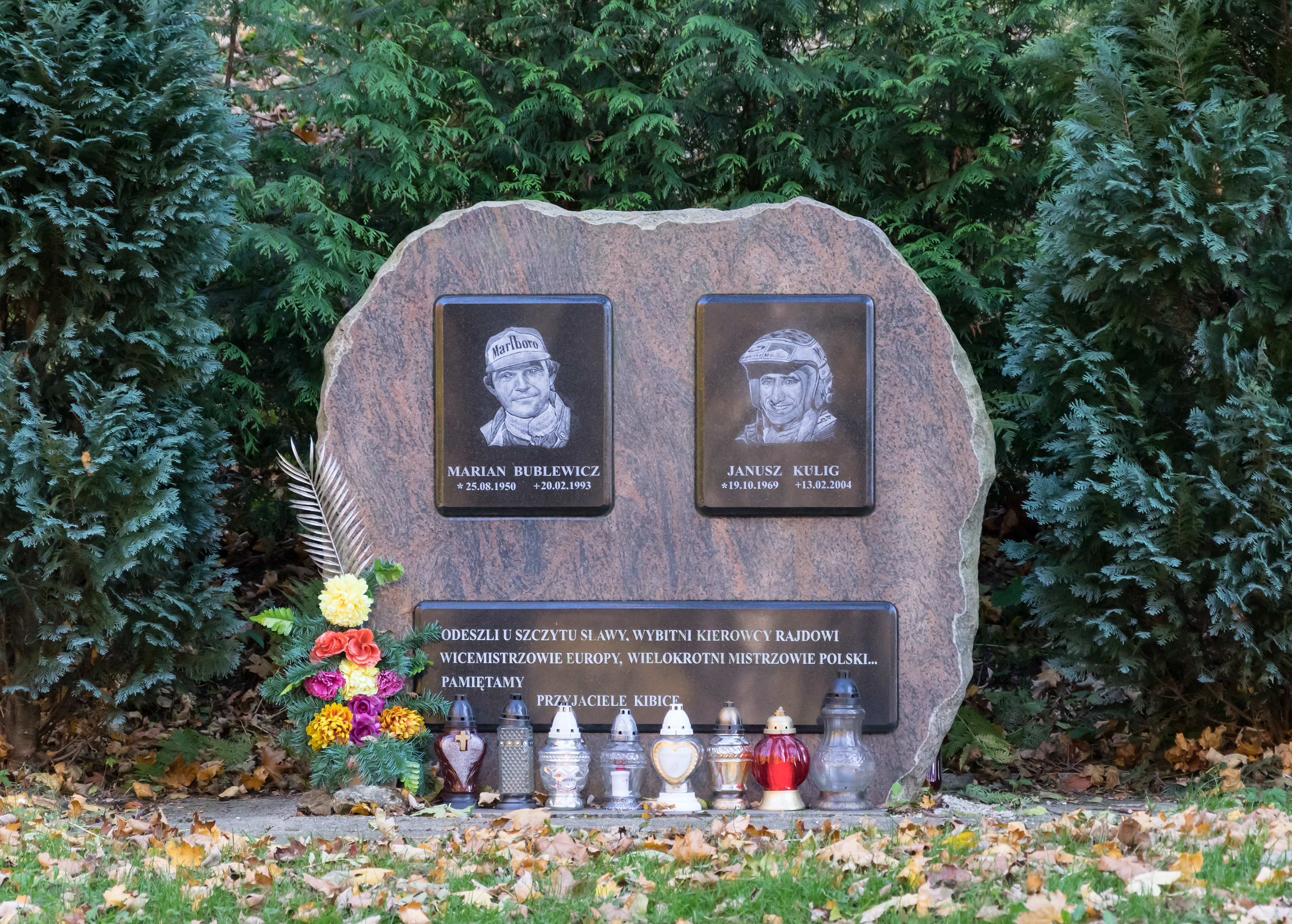
Pomnik w Walimiu

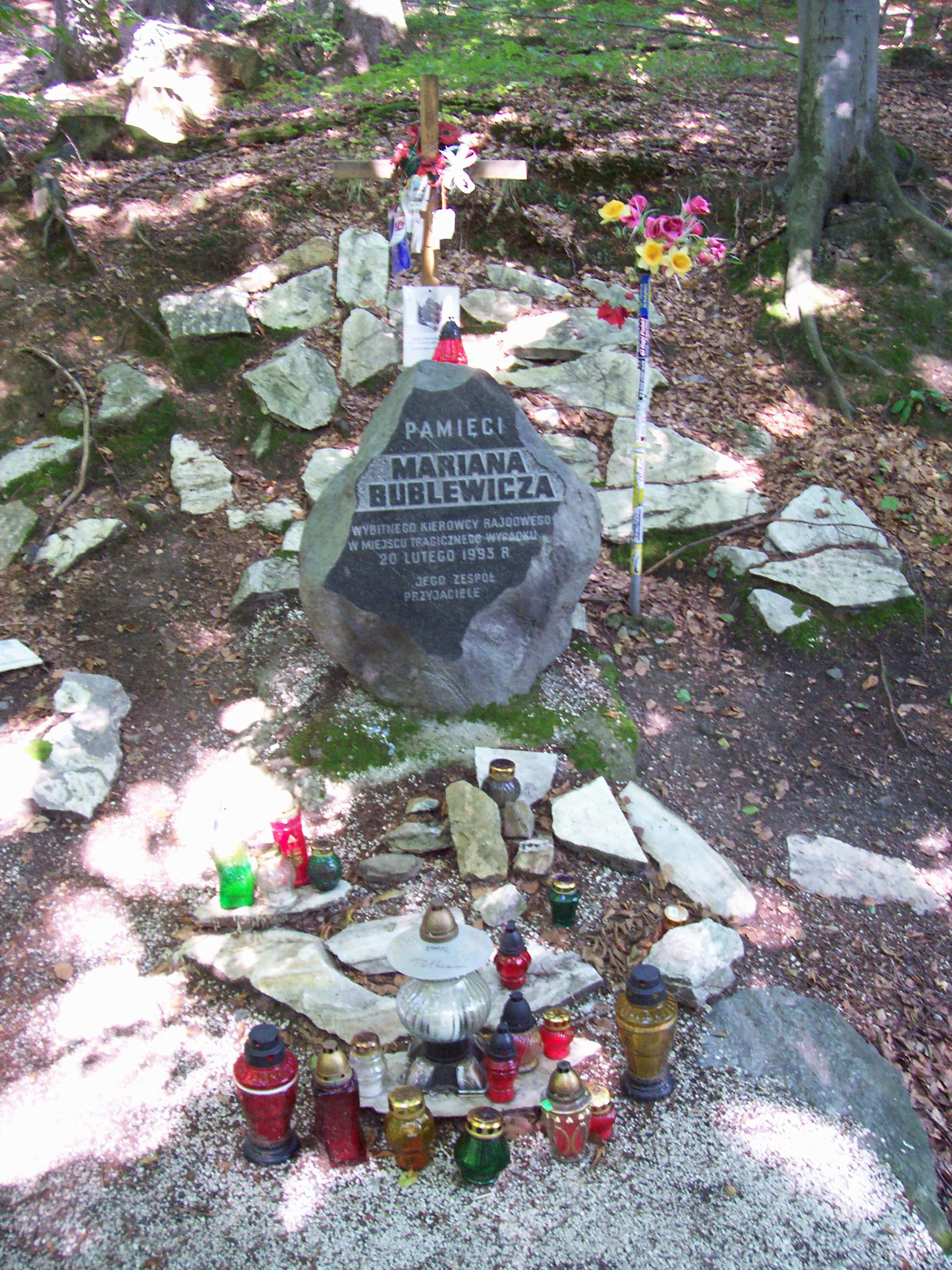
Kamień pamiątkowy w miejscu tragicznego wypadku Bublewicza

Marian Grzegorz Bublewicz (ur. 25 sierpnia 1950 w Olsztynie, zm. 20 lutego 1993 w Lądku-Zdroju) – polski kierowca wyścigowy i rajdowy. Ojciec działaczki politycznej Beaty Bublewicz.

## Życiorys
Wicemistrz Europy w 1992 roku, Mistrz Polski w latach: 1975, 1983, 1987, 1989, 1990, 1991, 1992. Łącznie wliczając starty w innych klasach zdobywca 20 tytułów mistrzowskich w Polsce. Twórca pierwszego w Polsce profesjonalnego teamu rajdowego (Marlboro Rally Team Poland).
W 1993 roku znalazł się na priorytetowej liście „A” – 31 najlepszych kierowców rajdowych świata – publikowanej przez FIA.
Największe sukcesy odnosił z pilotami: Ryszardem Żyszkowskim i Grzegorzem Gacem.
Zmarł w szpitalu, w Lądku-Zdroju, na skutek ran odniesionych w wypadku podczas IX Zimowego Rajdu Dolnośląskiego, 2 km od startu 5. odcinka specjalnego Orłowiec – Złoty Stok, 20 lutego 1993. Jego samochód wypadł z zakrętu i uderzył w drzewo lewą stroną na wysokości przednich drzwi. Kierowca był przytomny, jednak pomoc nadeszła za późno. Spoczywa na cmentarzu komunalnym w Olsztynie (kw. 14B rząd 2R grób 7).

## Upamiętnienie
Od sezonu '94 RSMP Rajd Zimowy nosi nazwę „Memoriału Mariana Bublewicza”. W 1993 roku, nakładem Wydawnictwa J&J Wrocław, ukazała się książka Odcinek specjalny, poświęcona pamięci kierowcy i jego sukcesów. Postaci Mariana Bublewicza oraz okolicznościom jego śmierci poświęcono rozdział pt. „O jeden zakręt za daleko” w cytowanym źródle. Autor mieszkał we wsi pobliskiej miejscu tragicznego wypadku. W 2000 roku w plebiscycie czytelników miesięcznika „Auto motor i sport” został wybrany najlepszym polskim kierowcą rajdowym XX wieku. W maju 2000 roku w Warszawie staraniem Ireny Lilii i Beaty Marii Bublewicz powstała Fundacja im. Mariana Bublewicza, która propaguje m.in. bezpieczeństwo na drogach. Obecnie w miejscu wypadku, przy drodze wojewódzkiej nr 390 znajduje się tablica poświęcona pamięci Bublewicza.
Bublewicz jest patronem Zespołu Szkół Ogólnokształcących nr 5 Mistrzostwa Sportowego w Olsztynie.
Od 2007 roku organizowane są w Wieliczce ogólnopolskie zawody pod nazwą Memoriał Janusza Kuliga i Mariana Bublewicza.
Co roku w Olsztynie ma miejsce przejazd pamięci organizowany przez Olsztyński Klub Motorowy im. Mariana Bublewicza.
W 2018 imieniem Mariana Bublewicza została nazwana jedna z ulic Olsztyna.

## Mistrzostwa Polski
- 1975 – samochodem Polski Fiat 125p 1300 (klasa)
- 1983 – FSO Polonez 2000 Rally
- 1984–1986 – samochodami FSO Polonez 2000 Gr.B i FSO Polonez 2000 Turbo (klasa)
- 1987 – samochodem FSO Polonez 2000 Rally i FSO Polonez 1600 gr.A (generalka)
- 1989–1990 – samochodem Mazda 323 4WD (generalka)
- 1991 – samochodem Ford Sierra RS Cosworth (generalka)
- 1992 – samochodem Ford Sierra Cosworth 4x4 (generalka)

## Samochody
- 1975–1978 – Polski Fiat 125p 1300, Polski Fiat 125p 1500, Polski Fiat 125p 1600, Fiat 128 3p (wyścigi)
- 1979–1982 – Opel Kadett GT/E
- 1983–1987 – FSO Polonez 2000 Turbo, FSO Polonez 2000 Gr.B, FSO Polonez 1600 Gr.A, FSO Polonez 2500 Racing – Stratopolonez
- 1988–1990 – Mazda 323 4WD, FSO Polonez 1600 Gr.A (jednorazowy start – Boucles de Spa, 1989)

W latach 1991–1993 rajdowy zespół Bublewicza, posiadał cztery samochody:
- treningowy Ford Sierra RS Cosworth gr.N
- Ford Sierra RS Cosworth gr.A
- treningowy, całkowicie seryjny Ford Sierra Cosworth 4×4
- Ford Sierra Cosworth 4×4 gr.A

Podczas tragicznego Zimowego Rajdu Dolnośląskiego Bublewicz jechał wypożyczonym od firmy RAS Sport Fordem Sierra Cosworth 4×4, którym w 1992 roku startował belgijski kierowca rajdowy, Patrick Snijers.